# Centrochares maculopterus
Centrochares maculopterus är en insektsart som beskrevs av Chou och Yuan. Centrochares maculopterus ingår i släktet Centrochares och familjen hornstritar. Inga underarter finns listade i Catalogue of Life.